# كورى رينولدز
كورى رينولدز (بالإنجليزية: Corey Reynolds)‏ هو ممثل أمريكي، ولد في 3 يوليو 1974 بريتشموند في الولايات المتحدة.

## أعمال

### أفلام
- (2004) ذا ترمينال[2][3]
- (2015) الخروج من كومبتون

## وصلات خارجية
- كورى رينولدز على موقع IMDb (الإنجليزية)
- كورى رينولدز على موقع ألو سيني (الفرنسية)
- كورى رينولدز على موقع ميوزك برينز (الإنجليزية)
- كورى رينولدز على موقع أول موفي (الإنجليزية)
- كورى رينولدز على موقع قاعدة بيانات برودواي على الإنترنت (الإنجليزية)
- كورى رينولدز على موقع قاعدة بيانات الأفلام السويدية (السويدية)
- كورى رينولدز على موقع إن إن دي بي (الإنجليزية)
- كورى رينولدز على موقع قاعدة بيانات الفيلم (الإنجليزية)
- كورى رينولدز على موقع كينوبويسك (الروسية)